# La Tentation de saint Antoine (film, 1898)
Pour les articles homonymes, voir La Tentation de saint Antoine.
Pour plus de détails, voir Fiche technique et Distribution.
La Tentation de saint Antoine est un film réalisé par Georges Méliès, sorti en 1898.

## Synopsis
Une femme légèrement vêtue, puis deux, puis trois, essaient de tenter saint Antoine, jusqu'à apparaître sous les traits du Christ sur la croix. A la fin un ange mettra afin aux tourments du saint.

## Fiche technique
- Réalisation Georges Méliès
- Société de production : Star Film

## Distribution
- Georges Méliès : Saint Antoine